# Catocyclotis elpinice
Catocyclotis elpinice is een vlindersoort uit de familie van de prachtvlinders (Riodinidae), onderfamilie Riodininae.
Catocyclotis elpinice werd in 1903 beschreven door Godman.